# Pierre Souvestre
Pierre Souvestre (n. 1 iunie 1874, Plomelin, Finistère, Bretania - d. 26 februarie 1914) a fost un avocat, jurnalist și scriitor francez. El este cunoscut prin crearea împreună cu Marcel Allain a personajului ficțional Fantômas, maestru al crimei. 
În 1909, fiind deja o figură cunoscută în cercurile literare, Souvestre a colaborat cu asistentul său Allain la primul său roman, Le Rour. În acest roman apare judecătorul de instrucție Germain Fuselier, care va deveni ulterior personaj în seria Fantômas.
Apoi, în februarie 1911, Allain și Souvestre au început să scrie colecția de cărți Fantômas la cererea editorului Arthème Fayard, care dorea să realizeze un nou pulp magazine lunar. Succesul a venit imediat. 
Souvestre a murit în 1914, în urma unei congestii pulmonare. După moartea sa, Allain a continuat singur să scrie cărți din seria Fantômas.

## Cărți scrise de Souvestre și Allain
- Le Rour (1908)

### Cărți din seria Fantômas
- 1. Fantômas (1911)
- 2. Juve contre Fantômas (1911)
- 3. Le Mort qui Tue (1911)
- 4. L'Agent Secret (1911)
- 5. Un Roi Prisonnier de Fantômas (1911)
- 6. Le Policier Apache (1911)
- 7. Le Pendu de Londres (1911)
- 8. La Fille de Fantômas (1911)
- 9. Le Fiacre de Nuit (1911)
- 10. La Main Coupée (1911)
- 11. L'Arrestation de Fantômas (1912)
- 13. La Livrée du Crime (1912)
- 14. La Mort de Juve (1912)
- 15. L'Evadée de Saint-Lazare (1912)
- 16. La Disparition de Fandor (1912)
- 17. Le Mariage de Fantômas (1912)
- 18. L'Assassin de Lady Beltham (1912)
- 19. La Guêpe Rouge (1912)
- 20. Les Souliers du Mort (1912)
- 21. Le Train Perdu (1912)
- 22. Les Amours d'un Prince (1912)
- 23. Le Bouquet Tragique (1912)
- 24. Le Jockey Masqué (1913)
- 25. Le Cercueil Vide (1913)
- 26. Le Faiseur de Reines (1913)
- 27. Le Cadavre Géant (1913)
- 28. Le Voleur d'Or (1913)
- 29. La Série Rouge (1913)
- 30. L'Hôtel du Crime (1913)
- 31. La Cravate de Chanvre (1913)
- 32. La Fin de Fantômas (1913)

1. ↑  Autoritatea BnF, accesat în 10 octombrie 2015
2. ↑  CONOR.SI[*] Verificați valoarea |titlelink= (ajutor)